# Виница (город)
Ви́ница (макед. Виница, алб. Vinicë/Vinica) — город в Северной Македонии, административный центр общины Виница.
Виница расположена в Кочанской котловине, между горных массивов Осогово и Плачковица. По городу протекают две реки: Виничка и Градечка.

## Население
Население города по переписи населения проведённой в 2021 году составляло 8584 человек, из них
- македонцев — 9246 человек;
- цыган — 1209 человек;
- турок — 256 человек;
- влахов — 111 человек;
- сербов — 20 человек;
- жителей других национальностей — 21 человек.